# Ментселе
Ментселе (фин. Mäntsälä, швед. Mäntsälä) је град у Финској, у јужном делу државе. Ментселе је град округа Финска Нова Земља, где он са окружењем чини истоимену општину Ментселе.

## Географија
Град Ментселе се налази у јужном делу Финске. Од главног града државе, Хелсинкија, град је удаљен 35 км северозападно.
Рељеф: Ментселе се сместио у југоисточном делу Скандинавије, у историјској области Финска Нова Земља. Подручје града је равничарско до брежуљкасто, а надморска висина се креће око 80 м.
Клима у Ментселу је је континентална, мада је за ово за финске услова блажа клима због утицаја оближњег Балтика. Стога су зиме нешто блаже и краће, а лета свежа.
Воде: Поред Ментсела се налазе бројна мања језера.

## Становништво
Према процени из 2012. године у Ментселу је живело 10.992 становника, док је број становника општине био 20.486.
| 1980. | 1990. | 2000. | 2012.  |
| ----- | ----- | ----- | ------ |
| -     | 7.512 | 8.152 | 10.992 |

Етнички и језички састав: Ментселе је одувек био претежно насељен Финцима. Последњих деценија, са јачањем усељавања у Финску, становништво града је постало шароликије. По последњим подацима преовлађују Финци (97,8%), присутни су и у веома малом броју Швеђани (0,8%), док су остало усељеници.